# 多明尼加—美國關係
多明尼加 - 美國關係指的是多明尼加共和國和美利堅合眾國之間的雙邊關係。
根據2012年的「美國全球領導力報告」顯示，57％的多明尼加人贊成美國的領導地位，8％的不贊成，35％的不確定，在美洲受訪國家中居於第三（高）。

## 外部連結
- History of Dominican Republic - U.S. relations （页面存档备份，存于）